# Radlkoferotoma
Radlkoferotoma es un género de fanerógamas perteneciente a la familia de las asteráceas. Comprende 9 especies descritas y de estas, solo 5 aceptadas. Es originario de Sudamérica.

## Taxonomía
El género fue descrito por Antonio José de Cavanilles y publicado en Revisio Generum Plantarum 1: 358. 1891.

## Especies aceptadas
A continuación se brinda un listado de las especies del género Radlkoferotoma aceptadas hasta junio de 2012, ordenadas alfabéticamente. Para cada una se indica el nombre binomial seguido del autor, abreviado según las convenciones y usos.
- Radlkoferotoma berroi (Hutch.) R.M.King & H.Rob.
- Radlkoferotoma cistifolium (Less.) Kuntze
- Radlkoferotoma ramboi (Cabrera) R.M.King & H.Rob.